# Els Ruiters
Els Ruiters (Eindhoven, 28 maart 1964) is een Nederlandse auteur van jeugdboeken, chicklit en thrillers. Ruiters werkt parttime als dtp'er / grafisch vormgever.

### Jeugdboeken
- De bsk-club (Uitgeverij Ploegsma)
- De bsk-club: Flashback! (Uitgeverij Ploegsma)
- Het geheim van de vleermuisjager (Uitgeverij Leopold)
- Babysit Babes 1: Chips en zakgeld (Uitgeverij Ploegsma)
- Babysit Babes 2: Om te zoenen (Uitgeverij Ploegsma)
- Babysit Babes 3: Slippers en laptops (Uitgeverij Ploegsma)
- Babysit Babes 4: Pizza met problemen (Uitgeverij Ploegsma)
- Babysit Babes 5: In de wolken (Uitgeverij Ploegsma)
- Babysit Babes 6: Verliefd XXL (Uitgeverij Ploegsma)
- Babysit Babes 7: Dubbel Succes (Uitgeverij Ploegsma)
- Babysit Babes 8: Kampvuur en kusjes (Uitgeverij Ploegsma)
- De onmogelijke opdracht (Uitgeverij Ploegsma)
- De drakenmeester (Uitgeverij Ploegsma)
- SINT (Uitgeverij Roemridder)

### Chicklit
- Door dik en dun (Uitgeverij Zomer & Keuning)
- Hollen of stilstaan (Uitgeverij Zomer & Keuning)
- Liefde in de steigers (Uitgeverij Zomer & Keuning)
- Balletschoenen en boxershorts (Uitgeverij Zomer & Keuning)
- Ik snap you not! (Uitgeverij Zomer & Keuning)

### Thrillers
- Geraakt (Uitgeverij De Crime Compagnie)
- Verborgen verleden (Uitgeverij De Crime Compagnie)
- Bloedverwanten (Uitgeverij De Crime Compagnie)